# كوني مورغان
كوني مورغان (بالإنجليزية: Constance Enola Morgan) هي لاعب كرة قاعدة أمريكية، ولدت في 17 أكتوبر 1935، وتوفيت في 14 أكتوبر 1996.